# Producții Star Trek ale fanilor
Aceasta este o listă de producții ale fanilor pe baza unor elemente din franciza Star Trek.

## Filme și seriale dramatice
- Starship Exeter (2002) - 2 episoade
- Star Trek: Phase II (cunoscut anterior ca Star Trek: New Voyages) - serie creată în 2003
- Star Trek: Intrepid (2004)
- Starship Farragut (2005)
- Star Trek: Hidden Frontier (2006)
- Star Trek: Of Gods and Men (2007)
- Star Trek: Odyssey (2007)
- Star Trek: Phoenix - Cloak & Dagger Partea I (2010)
- Star Trek Continues (2013-2017) - 11 episoade
- Star Trek: Renegades (2014)
- Star Trek: Axanar (2015) și Prelude to Axanar (2014)

## Drame audio
- Star Trek: The Continuing Mission
- Star Trek: Defiant

## Parodii
- Captain's Nightmare
- Redshirt Blues (2001)
- Star Trek: The Pepsi Generation
- seria Star Wreck (care conține și filmul Star Wreck: In the Pirkinning) (1992-)
- Steam Trek: The Moving Picture (1994)
- Stone Trek